# قندي شائع
قندي شائع أو قندي شمال أفريقيا  (الاسم العلمي:Ctenodactylus gundi) هو نوع من الحيوانات يتبع جنس قندي مشطي الأصابع من فصيلة القندية.